# Maija (Ort)

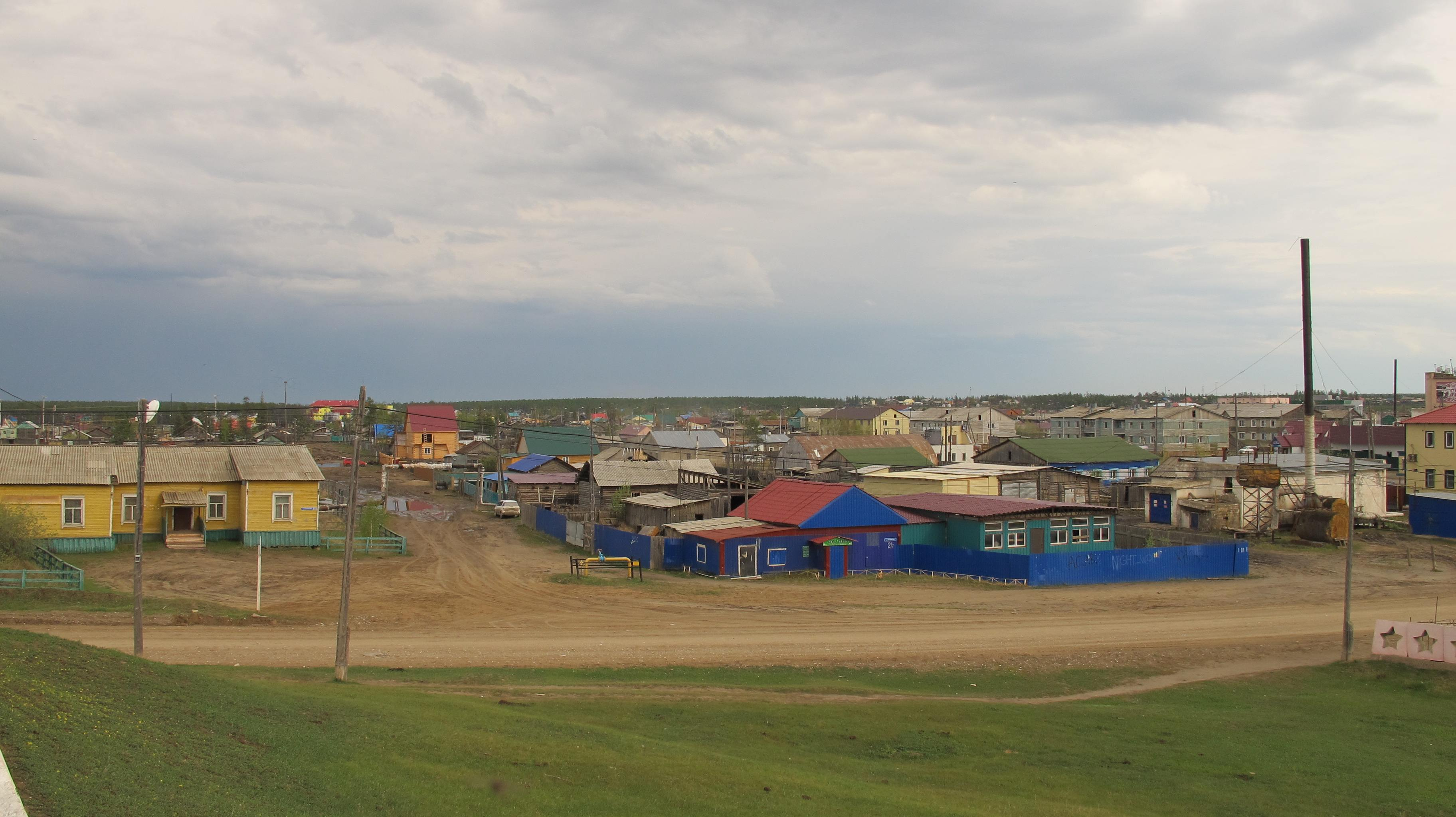
Maija (2015)

Maija (russisch Ма́йя; jakutisch Майа) ist ein Dorf (selo) in der Republik Sacha (Jakutien) in Russland mit 7288 Einwohnern (Stand 14. Oktober 2010).

## Geographie
Der Ort liegt 45 km Luftlinie südöstlich der Republikhauptstadt Jakutsk am gleichnamigen, abflusslosen See.
Maija gehört zum Ulus Megino-Kangalasski und befindet sich gut 30 km südöstlich von dessen Verwaltungszentrum Nischni Bestjach. Das Dorf ist Sitz und einzige Ortschaft der Landgemeinde (selskoje posselenije) Selo Maija.

## Geschichte
Der vorwiegend von Jakuten bewohnte Ort wurde 1902 gegründet. Seit 1930 war Maija Verwaltungssitz eines Ulus (Rajons), verlor diese Funktion jedoch 2007 an die zwar kleinere, aber näher an Jakutsk und verkehrstechnisch günstiger gelegene Siedlung städtischen Typs Nischni Bestjach.

### Bevölkerungsentwicklung
| Jahr | Einwohner |
| ---- | --------- |
| 1939 | 1008      |
| 1959 | 2762      |
| 1970 | 4552      |
| 1979 | 5344      |
| 1989 | 6348      |
| 2002 | 7023      |
| 2010 | 7288      |

Anmerkung: Volkszählungsdaten

## Verkehr
Maija liegt an der Regionalstraße R502, die Nischni Bestjach mit dem Dorf und Ulusverwaltungszentrum Amga verbindet.